# Мелшиор, Даниэла
Даниэла Мелшиор (порт. Daniela Melchior; род. 1 ноября 1996, Лиссабон, Португалия) — португальская актриса кино и телевидения. Первоначальную известность получила благодаря португалоязычным сериалу «Ценность жизни» и фильму «Майер Парк». Первый фильм на английском языке с её участием — «Отряд самоубийц: Миссия навылет».

## Биографии
Её дебют состоялся в 2014 году в телесериале «Валенки», когда Даниэла училась в театральной студии. Позднее она участвовала в телесериале «Свежая паста» и в других популярных в Португалии сериалах, таких как «Зелёное золото» и «Наследница». В кино она дебютировала в 2018 году в картине Валерии Сармиенто «Чёрный блокнот», а затем в комедии «Майер Парк», где сыграла роль Деолинды — ведущего женского персонажа. В 2019 году актриса получила роль Крысолова 2 в фильме «Отряд самоубийц: Миссия навылет» Джеймса Ганна.

## Фильмография
| Год       |   | Русское название                | Оригинальное название          | Роль                           |
| --------- | - | ------------------------------- | ------------------------------ | ------------------------------ |
| 2014—2015 | с | Женщины                         | Mulheres                       | Вивиана Гомеш                  |
| 2016      | с | Свежая паста                    | Massa Fresca                   | Карминьо Сантьяго              |
| 2017      | с | Зелёное золото                  | Ouro Verde                     | Клаудия                        |
| 2018      | ф | Черная тетрадь                  | O Caderno Negro                | девушка                        |
| 2018      | с | Наследница                      | A Herdeira                     | Ариана Франко                  |
| 2018      | ф | Майер Парк                      | Parque Mayer                   | Деолинда                       |
| 2018—2019 | с | Ценность жизни                  | Valor da Vida                  | Изабель и Камилла Васконселлус |
| 2021      | ф | Отряд самоубийц: Миссия навылет | The Suicide Squad              | Крысолов 2                     |
| 2022      | ф | Марлоу                          | Marlowe                        | Линн Петерсон                  |
| 2023      | ф | Клуб убийц                      | Assassin Club                  | София                          |
| 2023      | ф | Стражи Галактики. Часть 3       | Guardians of the Galaxy Vol. 3 | Ура                            |
| 2023      | ф | Форсаж 10                       | Fast X                         | Изабель Нивес                  |
| 2024      | ф | Дом у дороги                    | Road House                     | Элли                           |
| 2025      | ф | Анаконда                        | The Anaconda                   | Ана Алмейда                    |